# Alte-Krka-Brücke
Die Alte-Krka-Brücke  ist eine Stahlbogenbrücke über den Fluss Krka in der Nähe der Stadt Skradin in der Gespanschaft Šibenik-Knin in Kroatien. Die Brücke überführt die Staatsstraße D56. Sie ist die Nachfolgerin einer im Zweiten Weltkrieg zerstörten Fachwerkbrücke.
Sie steht knapp 2 km oberhalb der üblicherweise als Krka-Brücke bezeichneten Autobahnbrücke, die die A1 über den Fluss führt.
Die 110 m lange und 7,5 m breite Alte-Krka-Brücke hat zwei Fahrspuren und beidseitig einen nur 0,5 m breiten Gehweg.
Ihr flacher Segmentbogen besteht aus zwei rechteckigen stählernen Rippen mit einem Hohlquerschnitt von knapp über 1 m², die sich auf Bogenansätze aus Stahlbeton stützen, die aus den Widerlagern auskragen. Die beiden Rippen haben einen Abstand von 5 m und sind untereinander mit Querstreben versteift. Die Rippen wurden mit Beton gefüllt. Vor dem Verfüllen wurden sie auf eine berechnete Temperatur erhitzt, um beim Abkühlen das Schwinden des Betons auszugleichen. Die Brücke ist daher ein frühes Beispiel einer CFST-Brücke.
Der Zweigelenkbogen hat eine Stützweite von 90 m bei einer Pfeilhöhe von nur 7,73 m. Der Fahrbahnträger ist eine Verbundkonstruktion aus stählernen Längs- und Querträgern und einer Betonplatte. Er wird von schlanken Stahlstützen im Abstand von 6,2 m getragen.
Die Brücke wurde von Kruno Tonković (1911–1989) entworfen und in den Jahren von 1953 bis 1955 errichtet. Bei ihrem nördlichen Ende erinnert eine Gedenktafel daran.